# کرونوتوپ
در نقد ادبی و فلسفه زبان، کرنوتوپ پیکربندی زمان و مکان است آن‌گونه که در زبان و گفتمان نموده می‌شود. این اصطلاح را میخائیل باختین، نظریه‌پرداز ادبی روس به عنوان عنصر محوری نظریهٔ خود در باب معنا در زبان و ادبیات به کار برده‌است. معادل روسی این کلمه xронотоп است که از دو واژهٔ یونانی χρόνος (زمان) و τόπος (مکان) گرفته شده و می‌توان آن را «زمان-مکان» ترجمه کرد. باختین این اصطلاح را در مقاله‌ای به نام «اشکال زمان و کرونوتوپ در رمان» (Формы времени и хронотопа в романе) در سال ۱۹۳۷ به کار برد. باختین در این مقاله نشان داد که گونه‌های مختلف ادبی چگونه پیکربندی‌های مختلف زمان و مکان را به خدمت می‌گیرند و به این ترتیب شخصیت روایی خاص خود را پیدا می‌کنند. به عنوان مثال، چارچوب زمان-مکان در یک اثر حماسی با یک اثر ماجراجویی یا کمدی تفاوت دارد.